# Matias Mantilla
Pour les articles homonymes, voir Mantilla.
Matias Mantilla est un footballeur argentin, né le 14 février 1981 à Buenos Aires, Argentine. Il évolue comme défenseur.